# Polyrhachis ithona
Polyrhachis ithona é uma espécie de formiga do gênero Polyrhachis, pertencente à subfamília Formicinae.